# Phare de Fort Point
Le phare de Fort Point (en anglais : Fort Point Light) est un phare actif situé dans Fort Point State Park (en) à Stockton Springs, dans le Comté de Waldo (État du Maine).
Il est inscrit au Registre national des lieux historiques depuis le 23 mars 1988 .

## Histoire
Le premier phare date de 1835. Le phare actuel date de 1857 et se situe dans le parc national de Fort Point à l'extrémité du Cape Jellison (en) en baie de Penobscot et à l'embouchure du fleuve Penobscot. Le parc de 49 hectares, créé en 1974, comprend, outre le phare et les bâtiments annexes de la station, les ruines de Fort Pownall, construit en 1757. Le phare est situé juste au sud-ouest de la péninsule et au sud des vestiges du fort.
Le phare de Fort Point fut autorisé par le Congrès en 1834 et construit sur un terrain acheté à William Clewley qui en fut le premier gardien. Il s’agissait du premier feu de rivière dans le Maine, construit à une époque où la circulation sur la baie et le fleuve augmentait. La tour actuelle et la maison du gardien ont été construites en 1857 en remplacement du premier phare. La lampe d'origine a été remplacée en 1935 et électrifiée en 1950. Elle a été automatisée en 1988 et reste une aide à la navigation active.
La lentille de Fresnel de quatrième ordre de la lumière est l’une des huit lentilles de Fresnel encore utilisées dans le Maine. Le signal de brouillard d'origine, une cloche en fonte de 540 kg, a été remplacé par une corne de brume dans le même bâtiment. Le phare a été loué à l'État par la garde côtière américaine en 1989 et vendu à celui-ci en 1998.

## Description
Le phare se compose d'une tour avec une maison de gardien intégrée, d'une grange, d'un bâtiment à carburant et d'un pavillon. La lanterne est coiffée d'un toit octogonal avec ventilateur sphérique. Une salle de travail en briques étroite à un seul étage relie la tour à la maison du gardien, une structure à ossature de bois de deux étages et demi dont le principal pignon est orienté nord-sud. Sa façade principale, faisant face à l'ouest, a trois baies de largeur, avec l'entrée située dans la baie la plus à droite dans un vestibule fermé en saillie à pignons. Juste à l'est de la maison se trouve une petite grange, connue depuis les années 1890. Également à l'ouest, se trouve la petite huilerie en brique, avec une seule porte sur un côté et un pignon pentu se terminant sur le toit. Plus à l'est se trouve le clocher, une structure à ossature de bois grossièrement pyramidale finie en bardeaux de bois. Il est l'un des rares encore en service. La maison de l'huile a été construite en 1897, le clocher en 1890 .
Le phare  est une tour quadrangulaire en brique, avec une galerie et une lanterne octogonale de 0,59 m de haut. La tour est peinte en blanc et la lanterne est noire. Il émet, à une hauteur focale de 27 m, un feu fixe blanc. Sa portée est de 15 milles nautiques (environ 28 km).
Il est équipé d'une corne de brume émettant un blast par période de 10 secondes.
Identifiant : ARLHS : USA-296 ; USCG : 1-3585 - Admiralty : J0086 .
|          |
| Le phare |

|                                 |
| L'ancienne cloche de brouillard |

|                      |
| Signal de brouillard |

### Lien connexe
- Liste des phares du Maine